# Bernd Cullmann
Bernd Cullmann (Idar-Oberstein, 11 ottobre 1939 – Idar-Oberstein, 13 gennaio 2025) è stato un velocista tedesco.

## Biografia
Nel 1960, ai Giochi olimpici di Roma, fu medaglia d'oro nella staffetta 4×100 metri, facendo registrare il nuovo record olimpico ed eguagliando il record mondiale.

## Palmarès
| Anno                                              | Manifestazione  | Sede | Evento  | Risultato | Prestazione | Note |
| ------------------------------------------------- | --------------- | ---- | ------- | --------- | ----------- | ---- |
| In rappresentanza della Squadra Unificata Tedesca |                 |      |         |           |             |      |
| 1960                                              | Giochi olimpici | Roma | 4×100 m | Oro       | 39"5        | =    |